# Nick Cardy
Pour les articles homonymes, voir Cardy.
Nick Cardy, né Nicholas Viscardi le 20 octobre 1920 à New York et mort le 3 novembre 2013 à Sarasota en Floride, est un dessinateur et encreur américain de comics. Nick Cardy est principalement associé à l'âge d'argent des comics où il est connu pour ses travaux sur les séries Aquaman et Teen Titans.

## Biographie
Nicholas Viscardi nait le 20 octobre 1920 à New York et grandit dans le Lower East Side. Il commence sa carrière en 1939 en travaillant pour Eisner and Iger Studio, société fondée par Will Eisner et Jerry Iger. Ils produisent des bandes dessinées pour les éditeurs qui s'intéressent à ce média alors en plein essor. Sa carrière professionnelle s'interrompt à cause de la Seconde Guerre mondiale. Il effectue son entraînement militaire à Camp Blanding dans le nord de la Floride où il est rattaché à la 66e division d'infanterie. Cette division est surnommée la division Panthère noire et Nicholas Viscardi est le créateur de leur insigne d'épaule,. Par la suite, il devient assistant conducteur de char dans la 3e division blindée. Durant la guerre il reçoit plusieurs décorations dont deux Purple Hearts. Avant de s'embarquer pour le conflit en Europe, Nicholas Viscardi prend avec lui de nombreux carnets. Il effectue des croquis et des aquarelles durant son service qui relate ses expériences. Des décennies plus tard, son amie Renee Witterstaetter le convainc de les publier en racontant ses expériences. Le livre s'intitule Nick Cardy: The Artist at War.
En 1950, sous le nom de Nick Cardy, il travaille pour DC Comics. De 1966 à 1973, il participe notamment aux 43 premiers numéros de la série originelle Teen Titans soit comme dessinateur soit comme encreur ou encore les deux. Il dessine les 39 premiers numéros de la série originelle Aquaman. Il participe à la création des personnages de Mera et Ocean Master. Il illustre également de nombreuses couvertures pour DC Comics comme Action Comics, Batman et Justice League of America. Nick Cardy travaille à la réalisation du western Bat Lash en dessinant les sept numéros de cette série et en écrivant le scénario des numéros 2 et 3.
Nick Cardy évolue de l'industrie de la bande dessinée à l'illustration commerciale au milieu des années 1970. Il travaille sur des publicités pour des films comme Apocalypse Now, Folie Folie et The Street Fighter,. Ses plus récents travaux de bande dessinée comprennent la couverture The Spirit #31 en 2009 pour DC Comics et une pin-up dans Monstrosis #1 en 2011 pour SLG Publishing.
En 2013, Nick Cardy est hospitalisé en Floride pour un rhume qui quelques jours plus tard entraîne des complications respiratoires et une crise cardiaque. Il décède le 3 novembre 2013 à l'âge de 93 ans,.

## Distinctions et récompenses
Durant sa carrière militaire, Nick Cardy reçoit deux Purple Hearts. En 1998, il reçoit un prix Inkpot. Le 15 juillet 2005, Nick Cardy est inscrit au temple de la renommée Will Eisner,.

## Publications

### Comic books
- Aquaman
- Detective Comics
- House of Mystery
- House of Secrets
- Teen Titans
- Showcase
- Superman, Superboy, Superman Family, Superman's Pal Jimmy Olsen
- Justice League of America
- Bat Lash
- Flash
- Ghosts
- Unexpected
- Secrets of Sinister House
- Phantom Stranger
- Rip Hunter
- Brave and the Bold
- Tomahawk
- Legends of Daniel Boone
- Weird Western Tales
- World's Finest Comics

### Livres
- (en) John Coates, Nick Cardy et Mark Evanier, The Art of Nick Cardy, Vanguard Productions, 2001, 176 p. (ISBN 978-1-887591-22-5)
- (en) Eric Nolen-Weathington et Todd Dezago (ill. Nick Cardy), Nick Cardy : Behind the Art, TwoMorrows Publishing, 2008, 125 p. (ISBN 978-1-893905-99-3, lire en ligne)
- (en) Nick Cardy et Renee Witterstaetter, Nick Cardy : The Artist at War, Titan Books Limited, 2013, 128 p. (ISBN 978-1-78116-533-1)

## Personnages créés
- Arthur Curry, Jr.
- Black Manta cocréateur Bob Haney
- Mera
- Tula
- Ocean Master Orm Marius cocréateur Bob Haney
- Qwsp